# Hannes Angerer
Hannes Angerer (* 14. August 1994) ist ein österreichischer Grasskiläufer. Er startet für die Innsbrucker Skiläufervereinigung und gehört dem Nationalkader des Österreichischen Skiverbandes an. Angerer ist elffacher Juniorenweltmeister und fährt seit 2009 im Weltcup.

## Werdegang
Hannes Angerer fing 2005 mit dem Grasskifahren an.
Nach einigen Erfolgen bei Schülerrennen fuhr Hannes Angerer am 5. Juni 2009 sein erstes FIS-Rennen. Tags darauf bestritt er sein erstes Weltcuprennen, die Super-Kombination in Wilhelmsburg, kam dabei aber nicht ins Ziel.
Seine ersten Weltcuppunkte gewann er am 4. Juli mit Rang 17 im Slalom von Čenkovice. Insgesamt fuhr Angerer in der Saison 2009 in vier Weltcuprennen unter die besten 25, womit er punktegleich mit dem Japaner Rishu Okada den 48. Rang in der Gesamtwertung belegte. Bei der Juniorenweltmeisterschaft 2009 im Juli und August kam er in allen vier Bewerben in die Wertung und erreichte als bestes Resultat Rang 15 im Riesenslalom. Einen Monat später nahm er an der Weltmeisterschaft 2009 in Rettenbach teil. Auch hier konnte er sich in allen vier Bewerben klassieren und mit Platz 23 im Slalom und Rang 27 in der Super-Kombination zweimal unter die schnellsten 30 fahren.
Im Juni 2010 wurde Hannes Angerer Österreichischer Juniorenmeister im Slalom und im Super-G. In Weltcuprennen fuhr er in der Saison 2010 zweimal unter die schnellsten 15, wobei sein bestes Ergebnis der 14. Platz im Slalom von Frais-Chiomonte war. Zudem erreichte er erstmals in einem FIS-Rennen die Top 10.
Damit konnte er sich im Gesamtweltcup deutlich steigern und als drittbester Österreicher den 20. Platz erzielen.
Bei der Juniorenweltmeisterschaft 2010 in Dizin verpasste er mit Rang vier in der Super-Kombination nur knapp eine Medaille. Im Riesenslalom wurde er 14. und im Super-G 16., im Slalom jedoch disqualifiziert. Im vierten Weltcuprennen der Saison 2011, dem Slalom von Předklášteří am 7. August, erreichte Angerer mit Platz fünf sein erstes Top-10-Ergebnis und zugleich sein bisher bestes Weltcupresultat. Im Gesamtweltcup konnte er sich mit Rang 13 weiter verbessern. Einen großen Erfolg feierte er bei der Juniorenweltmeisterschaft 2011 in Goldingen, als er Juniorenweltmeister im Slalom und mit Platz sechs im Super-G auch in der aus diesen Rennen gebildeten Kombination wurde. Im Riesenslalom schied er im zweiten Durchgang aus. Sein einziges Resultat bei der zugleich ausgetragenen Weltmeisterschaft in der Allgemeinen Klasse war der 15. Platz im Super-G.
In der Saison 2012 konnte sich Angerer mit sechs Top-10-Platzierungen in Weltcuprennen weiter verbessern. Sein bestes Saisonresultat war der sechste Rang in der Super-Kombination von Rettenbach am 2. September. Im Gesamtweltcup belegte er den zehnten Rang.
Bei der Juniorenweltmeisterschaft 2012 in Burbach war Angerer, wie schon bei der Junioren-WM des Vorjahres, der erfolgreichste Teilnehmer. Er gewann Gold im Slalom sowie in der Super-Kombination und Silber im Super-G. Im Riesenslalom belegte er Rang vier.
Bei der Juniorenweltmeisterschaft 2013 in Rettenbach holte er sich Gold im Super G, RTL und der Super-Kombination.
Bei der Juniorenweltmeisterschaft 2014 in San Sicario erlangte er Gold im Slalom und bei der Juniorenweltmeisterschaft 2015 in Štítná nad Vláří (Tschechien) holte er sich Gold im Super-G, RTL und der Super-Kombination.
Neben seiner Karriere im Grasskilauf ist Angerer auch als Firngleiter aktiv und er gewann 2014 und 2015 die österreichischen Meisterschaften im Slalom, Riesenslalom und der Kombination.

## Sportliche Erfolge

### Weltmeisterschaften
- Rettenbach 2009: 23. Slalom, 27. Super-Kombination, 36. Super-G, 41. Riesenslalom
- Goldingen 2011: 15. Super-G
- Shichikashuku 2013
- Tambre 2015
- Kaprun 2017, 3. Slalom
- Marbach 2019, 3. Super-G, 3 Super-Kombination
- Stitna 2021, 3. Super Kombination, 2. Slalom

### Juniorenweltmeisterschaften
- Horní Lhota 2009: 15. Riesenslalom, 17. Slalom, 19. Super-Kombination, 30. Super-G
- Dizin 2010: 4. Super-Kombination, 14. Riesenslalom, 16. Super-G
- Goldingen 2011: 1. Slalom, 1. Kombination, 6. Super-G
- Burbach 2012: 1. Slalom, 1. Super-Kombination, 2. Super-G, 4. Riesenslalom
- Rettenbach 2013: 1. Riesenslalom, 1. Super-G, 1. Super-Kombination
- San Sicario 2014: 1. Slalom, 2. Riesenslalom, 2. Super-G
- Stitna 2015: 1. Riesenslalom, 1. Super-G, 1. Super-Kombination

### Weltcup
- 10. Platz im Gesamtweltcup 2012
- 7 Platzierungen unter den besten zehn
- 2. Platz Riesenslalom Marbachegg

### Österreichische Meisterschaften
- Österreichischer Meister im Firngleiten 2014 und 2015